# R. Paul Drummond
Robert Paul Drummond (* 10. Januar 1947 in New Franklin, Missouri; † 27. September 2007 in Fayette, Missouri) war ein US-amerikanischer Komponist und Musikpädagoge.

## Leben
Drummond besuchte die Midland High School in Texas und erhielt 1972 den Grad eines Bachelor an der North Texas State University. Nach dem Dienst im United States Marine Corps studierte er von 1975 bis 1979 an der Eastern New Mexico University (Master of Music) und erlangte 1986 den Doktorgrad an der University of Northern Colorado. Er wirkte als Professor für Musik und Chordirektor am Central Methodist College in Fayette, Missouri. 1994 erhielt er den Outstanding Music Educator Award der National Federation of High School Associations. Von 1998 bis 2000 war er Präsident der Abteilung Südwest der American Choral Directors Association (ACDA).
Unter dem Titel A Portion for the Singers veröffentlichte Drummond eine Sammlung von Chorsätzen, Arrangements und eigenen Chorwerken. Ein Lehrwerk erschien unter dem Titel Death to the Dragon. Drummond starb am 27. September 2007 an einer Krebserkrankung.